# Max Bardet
Max Bardet est un pilote d'hélicoptère, sergent-chef du corps expéditionnaire français présent au Cameroun entre 1962 et 1964 pendant la période du Maquis après l'indépendance.

## Biographie
Il combat d'abord pendant la guerre d'Algérie. Sympathisant de l'organisation de l'armée secrète, il est éloigné et muté au Cameroun. Il participe aux opérations de la guerre bamiléké.

## Témoignages sur la guerre Bamiléké
Dans son livre Ok Cargo puis dans un entretien avec les auteurs du livre Kamerun ! une guerre cachée aux origines de la Françafrique, il livre de longs témoignages sur les opérations, mélangeant des faits avérés, des histoires plausibles et des inventions.

## Publications
- OK Cargo, de Max Bardet et Nina Thellier, (Grasset, 1988).